# PBスイスツールズ
PBスイスツールズ（PB Swiss Tools社）は、スイスにある工具メーカー。ドライバー･六角レンチ・ハンマー・ポンチ・タガネ等を製造している。グリップから独特のにおいがするドライバーが有名。

## 沿革
- 1878年　農耕器具の製造会社として設立
- 1941年　作業工具の製造開始